# Musièges
Musièges est une commune française située dans le département de la Haute-Savoie, en région Auvergne-Rhône-Alpes.

## Géographie

### Situation
Le village est situé au pied d'une haute colline, le mont de Musièges, qui culmine à 701 m. Le chef-lieu est établi sur un replat de ce mont, séparé par les rivières des Usses et du Fornant. Un hameau, Serrasson, est situé le long de la RN 508.
Tout en étant au croisement du pays genevois, la commune appartient à la vallée des Usses qui bénéficie d'un climat doux et ensoleillé, avec un relief vallonné, traversé par des torrents et la rivière Les Usses. Au nord la montagne du Vuache, une chaîne dorsale de 13 km de long sur 1,5 km de large et dont l'altitude varie de 700 à 1 101 m, délimite l'extrême sud-ouest du bassin genevois.

### Voies de communication et transports

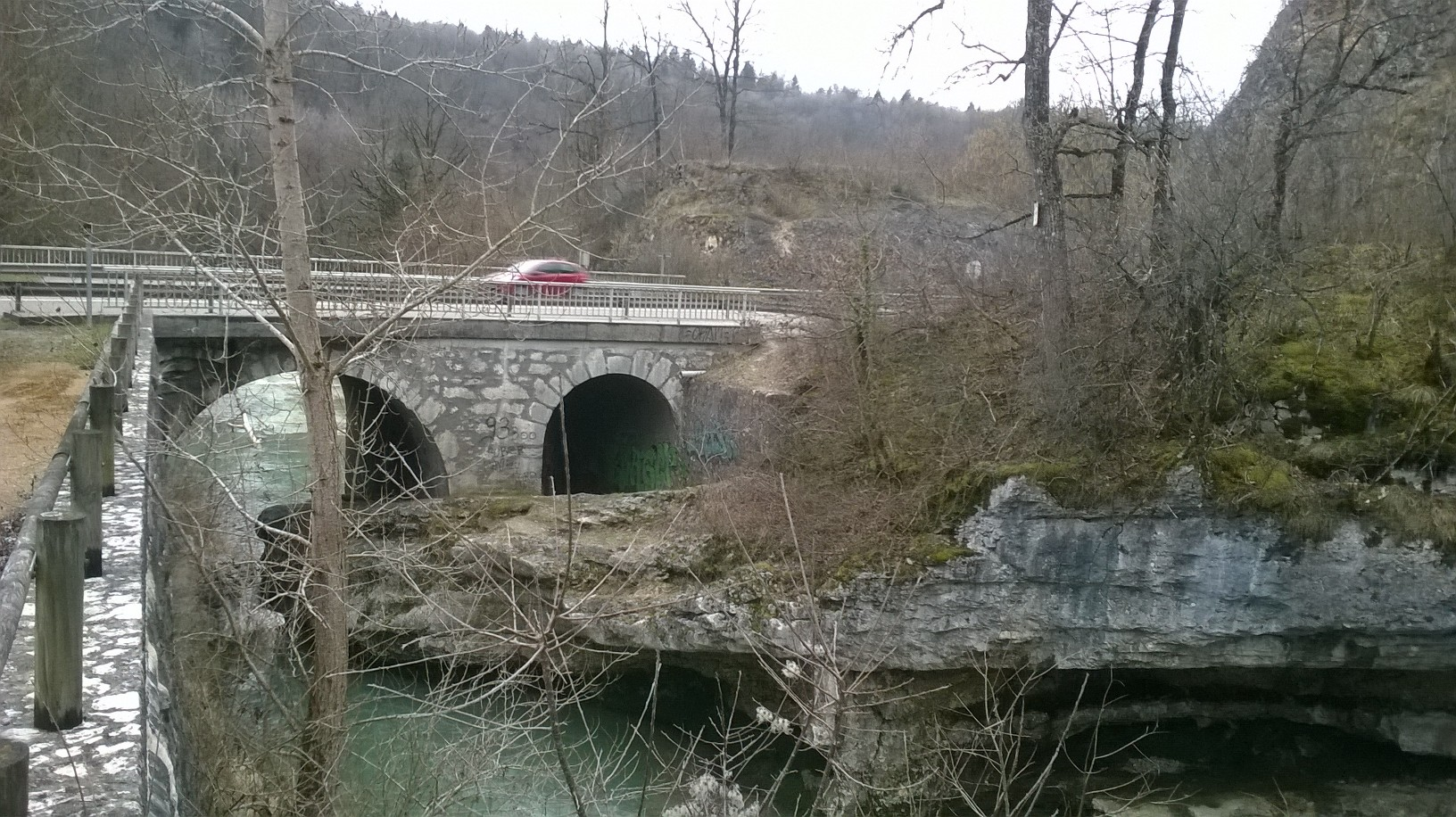
Pont des Douattes sur les Usses à Musièges, sur la D 1508 (ancienne RN 508).

La commune est située à 23 km au nord-est d'Annecy et à 2 km avant Frangy. Elle est desservie par la RN 508. La cascade de Bardonnaz, sur le Fornant, et de nombreux sentiers à travers le mont de Musièges favorisent la randonnée.

## Urbanisme

### Typologie
Au 1er janvier 2024, Musièges est catégorisée commune rurale à habitat dispersé, selon la nouvelle grille communale de densité à sept niveaux définie par l'Insee en 2022.
Elle appartient à l'unité urbaine de Frangy, une agglomération intra-départementale regroupant deux  communes, dont elle est une commune de la banlieue,,. Par ailleurs la commune fait partie de l'aire d'attraction de Genève - Annemasse (partie française), dont elle est une commune de la couronne,. Cette aire, qui regroupe 158 communes, est catégorisée dans les aires de 700 000 habitants ou plus (hors Paris),.

### Occupation des sols
L'occupation des sols de la commune, telle qu'elle ressort de la base de données européenne d’occupation biophysique des sols Corine Land Cover (CLC), est marquée par l'importance des forêts et milieux semi-naturels (48,9 % en 2018), en diminution par rapport à 1990 (55 %). La répartition détaillée en 2018 est la suivante : 
forêts (48,9 %), prairies (27,4 %), zones urbanisées (12,4 %), zones industrielles ou commerciales et réseaux de communication (7,2 %), terres arables (4 %).
L'IGN met par ailleurs à disposition un outil en ligne permettant de comparer l’évolution dans le temps de l’occupation des sols de la commune (ou de territoires à des échelles différentes). Plusieurs époques sont accessibles sous forme de cartes ou photos aériennes : la carte de Cassini (XVIIIe siècle), la carte d'état-major (1820-1866) et la période actuelle (1950 à aujourd'hui).

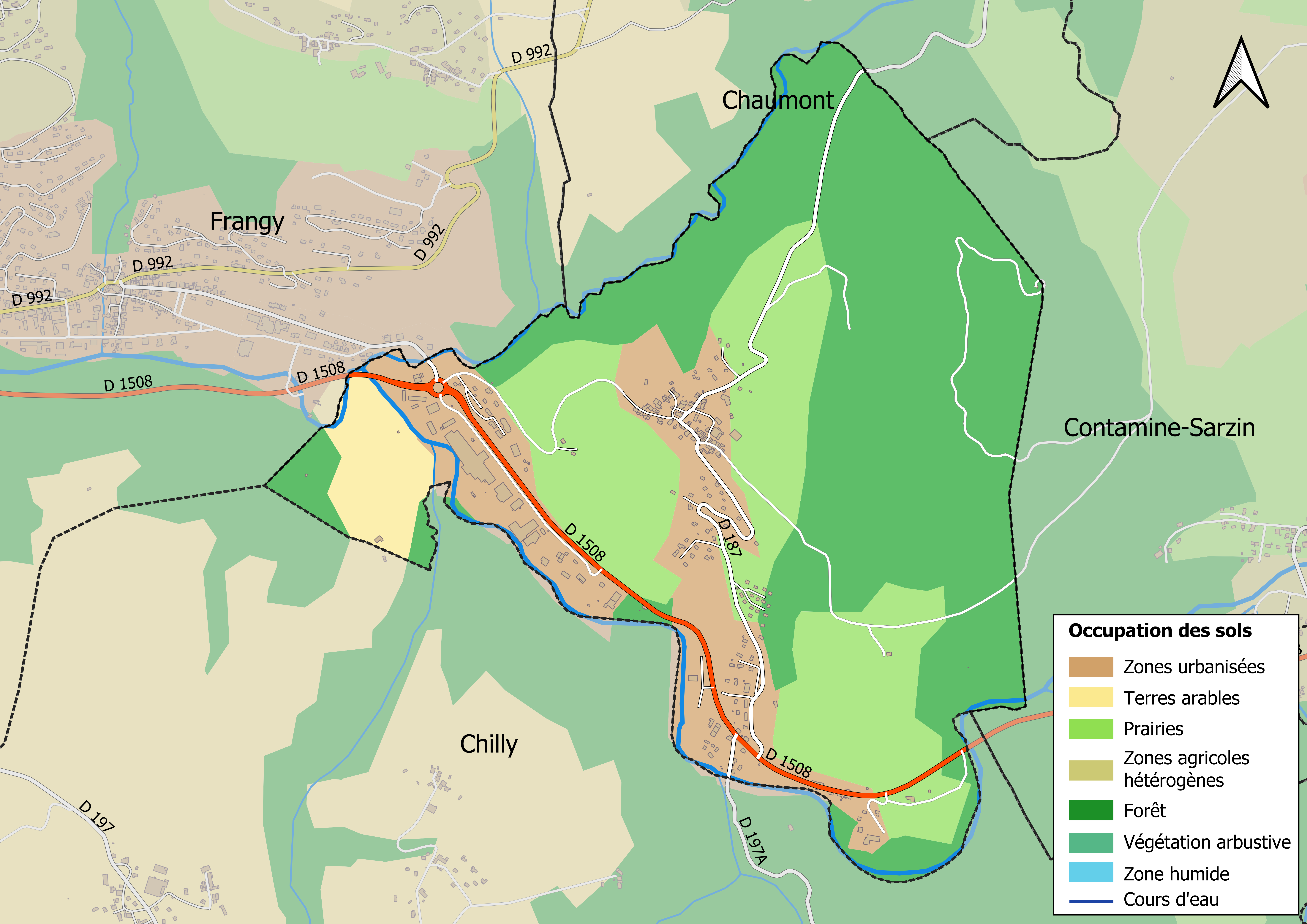
Carte des infrastructures et de l'occupation des sols en 2018 (CLC) de la commune.
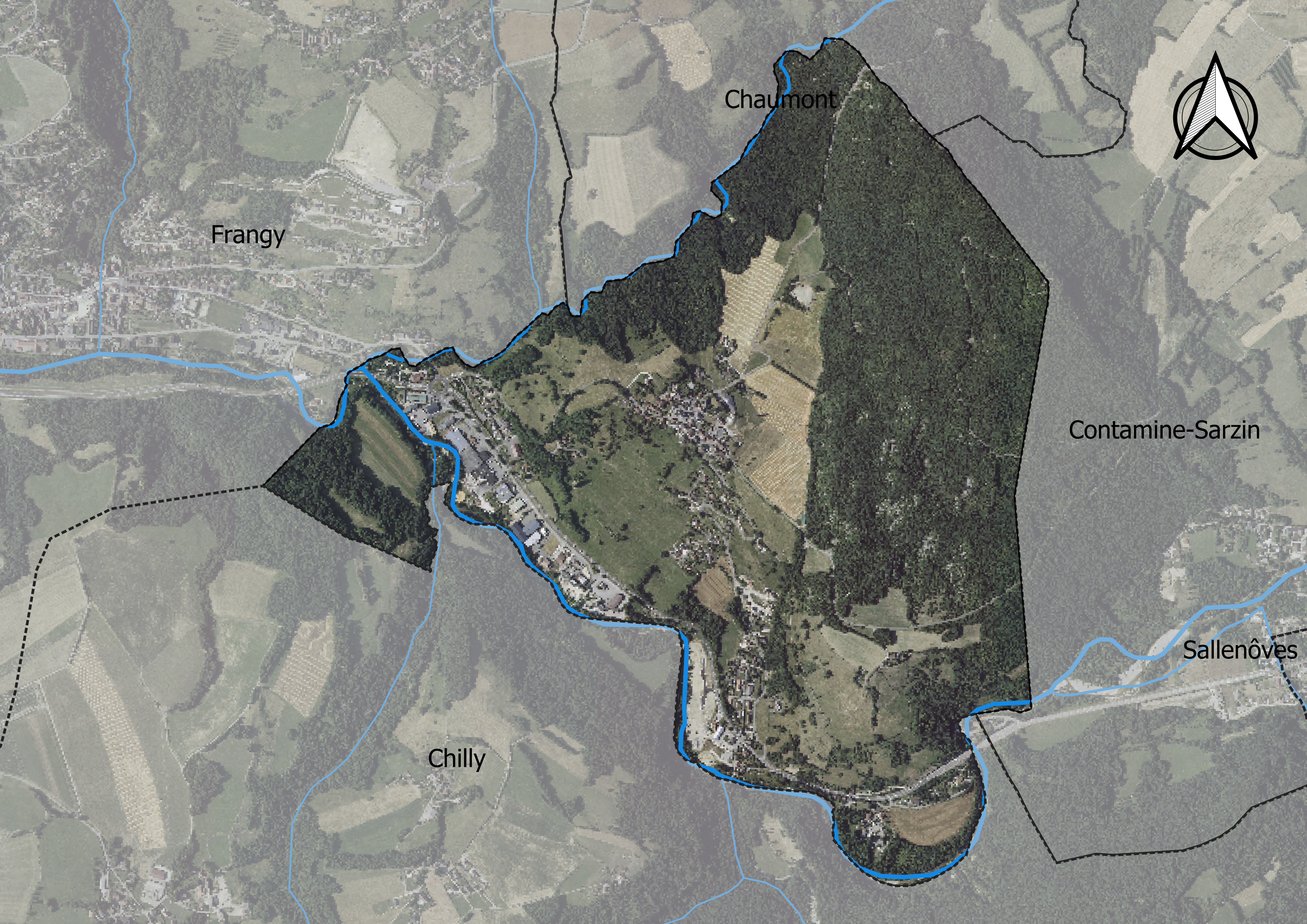
Carte orthophotogrammétrique de la commune.

## Toponymie
Le village est dénommé Mons Jesu, Mugzium ou Musegium dans les plus anciens documents paroissiaux ou Musiacum dans un registre genevois.
En francoprovençal, le nom de la commune s'écrit Mozêzho, selon la graphie de Conflans.

## Histoire
Une présence préhistorique et protohistorique a été retrouvée dans le mont de Musièges, à la grotte des Douattes. Ce site magdalénien, datant de 11 000 ans av. J.-C., a été découvert en 1929 par A. Jayet et G. Amoudruz. Avec le mont Salève, il est le seul site magdalénien de Haute-Savoie. Dans les années 1945, des archéologues ont retrouvé les murs d'un important oppidum gaulois, datant du Bas-Empire romain.
Les fondations de l'église et les fragments d'une tour sont datés du VIIe siècle. La paroisse est mentionnée en 1348 et en 1443, avant d'être rattachée à l'archiprêté de Chaumont, puis à la paroisse de Frangy. Au sommet du mont de Musièges, une maison forte, face au château de  Chaumont, défendait l'entrée du Malpas, entre la vallée des Usses et le Genevois.
Musièges reste de taille extrêmement modeste, jusqu'à son rattachement administratif à l'intendance de Carouge qui connaît un fort essor au XVIIIe siècle. Sans jamais dépasser 300 habitants (275 en 1861, 267 en 1905), la commune est agricole, avec des vignobles, des céréales et de l'industrie laitière. Un moulin et une fruitière participent à l'industrie de la commune. Des mines d'asphaltes sont exploitées près du hameau de Serrasson.
À l'époque de la zone franche, après 1815, Musièges est l'un des postes douaniers contrôlant les marchandises destinées à la Suisse, au défilé des Douattes. C'est seulement en 1834 qu'un pont est construit, et ce défilé est élargi dans les années 1990 pour faciliter la circulation sur la RN 508.
Après-guerre, l'exode rural touche fortement la commune, qui connaît un important regain de population dans le dernier quart du XXe siècle, d'abord avec l'essor de la commune de Frangy, ensuite avec l'arrivée d'habitants frontaliers. La commune passe ainsi de 160 habitants en 1978 à 289 aujourd'hui. L'extension de la zone urbanisée par des pavillons et la multiplication des résidences secondaires a peu à peu fait perdre le caractère rural de la commune.

## Politique et administration

### Administration municipale
| Période                                  | Période   | Identité           | Étiquette | Qualité              |
| ---------------------------------------- | --------- | ------------------ | --------- | -------------------- |
| 1860                                     | 1890      | Jean Maret         | ...       | ...                  |
| 1890                                     | 1910      | Jean Coulloux      | ...       | ...                  |
| 1910                                     | 1912      | Christophe Claraz  | ...       | ...                  |
| 1912                                     | 1925      | François Mermillod | ...       | ...                  |
| 1925                                     | 1947      | François Vuarier   | ...       | ...                  |
| 1947                                     | 1956      | Octave Maret       | ...       | ...                  |
| 1956                                     | mars 2001 | Louis Maret        | ...       | Fils du précédent.   |
| mars 2001                                | en cours  | Pascal Coulloux    | ...       | Gendre du précédent. |
| Les données manquantes sont à compléter. |           |                    |           |                      |

### Intercommunalité
La commune fait partie de la communauté de communes du val des Usses.

## Population et société
Ses habitants sont appelés les Musiégeois.

### Démographie
L'évolution du nombre d'habitants est connue à travers les recensements de la population effectués dans la commune depuis 1793. Pour les communes de moins de 10 000 habitants, une enquête de recensement portant sur toute la population est réalisée tous les cinq ans, les populations de référence des années intermédiaires étant quant à elles estimées par interpolation ou extrapolation. Pour la commune, le premier recensement exhaustif entrant dans le cadre du nouveau dispositif a été réalisé en 2007.

En 2022, la commune comptait 421 habitants, en évolution de +4,99 % par rapport à 2016 (Haute-Savoie : +6,01 %, France hors Mayotte : +2,11 %).
| 1793 | 1800 | 1806 | 1822 | 1838 | 1848 | 1858 | 1861 | 1866 |
| ---- | ---- | ---- | ---- | ---- | ---- | ---- | ---- | ---- |
| 189  | 211  | 220  | 310  | 284  | 245  | 265  | 275  | 230  |

| 1872 | 1876 | 1881 | 1886 | 1891 | 1896 | 1901 | 1906 | 1911 |
| ---- | ---- | ---- | ---- | ---- | ---- | ---- | ---- | ---- |
| 239  | 246  | 248  | 267  | 270  | 265  | 245  | 247  | 212  |

| 1921 | 1926 | 1931 | 1936 | 1946 | 1954 | 1962 | 1968 | 1975 |
| ---- | ---- | ---- | ---- | ---- | ---- | ---- | ---- | ---- |
| 188  | 173  | 158  | 151  | 134  | 141  | 132  | 167  | 160  |

| 1982 | 1990 | 1999 | 2006 | 2007 | 2012 | 2017 | 2022 | - |
| ---- | ---- | ---- | ---- | ---- | ---- | ---- | ---- | - |
| 191  | 281  | 269  | 303  | 309  | 379  | 416  | 421  | - |

### Enseignement
La commune est rattachée à l'académie de Grenoble.

## Économie

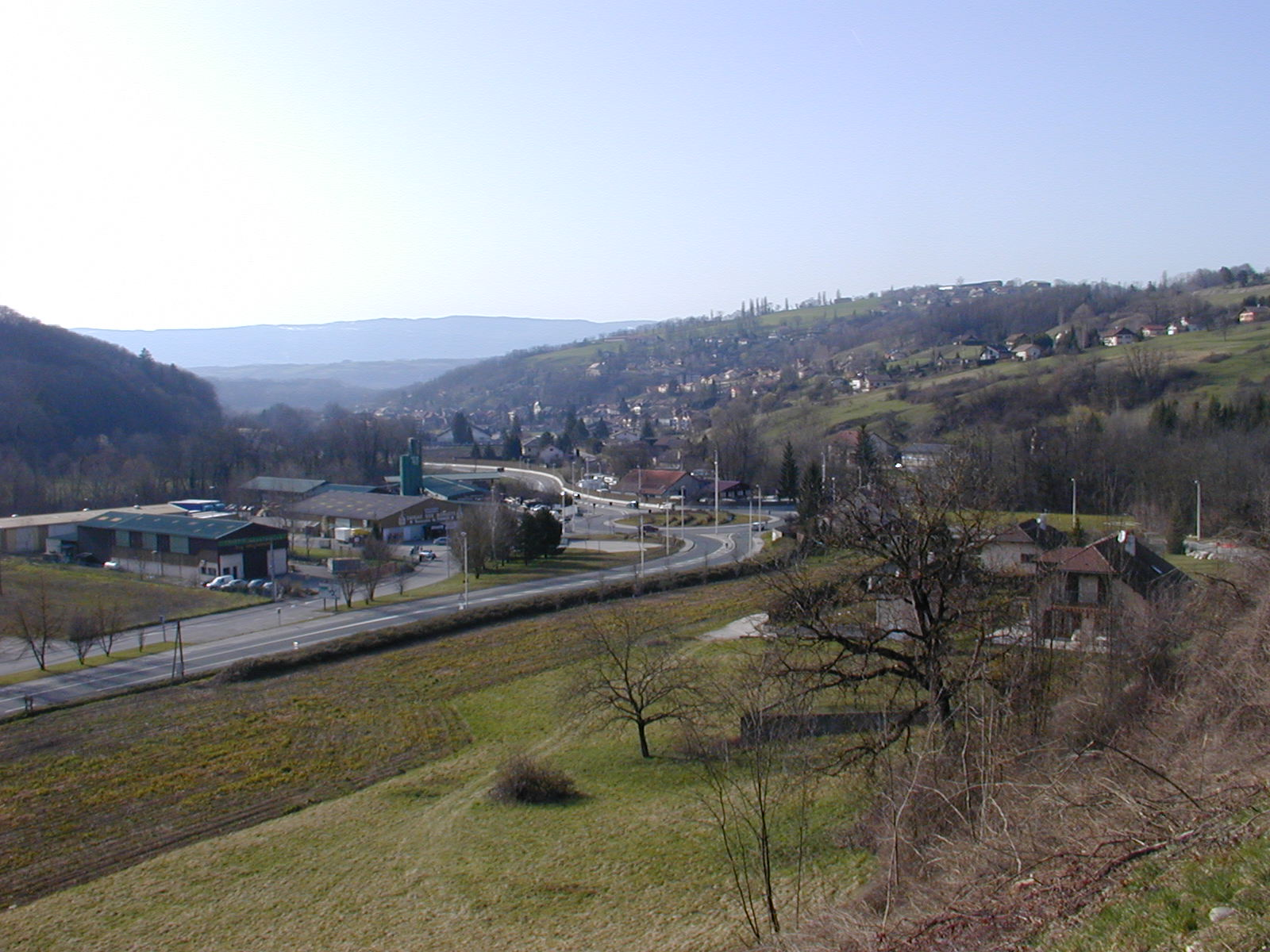
Vue de la Zone des Bonnets, avec la commune de Frangy en arrière-plan.

Dans la zone d'activités des Bonnets sont implantées plusieurs entreprises, dont depuis 1987 la SICA des Fermiers Savoyards, coopérative qui produit du reblochon.

## Culture et patrimoine

### Lieux et monuments

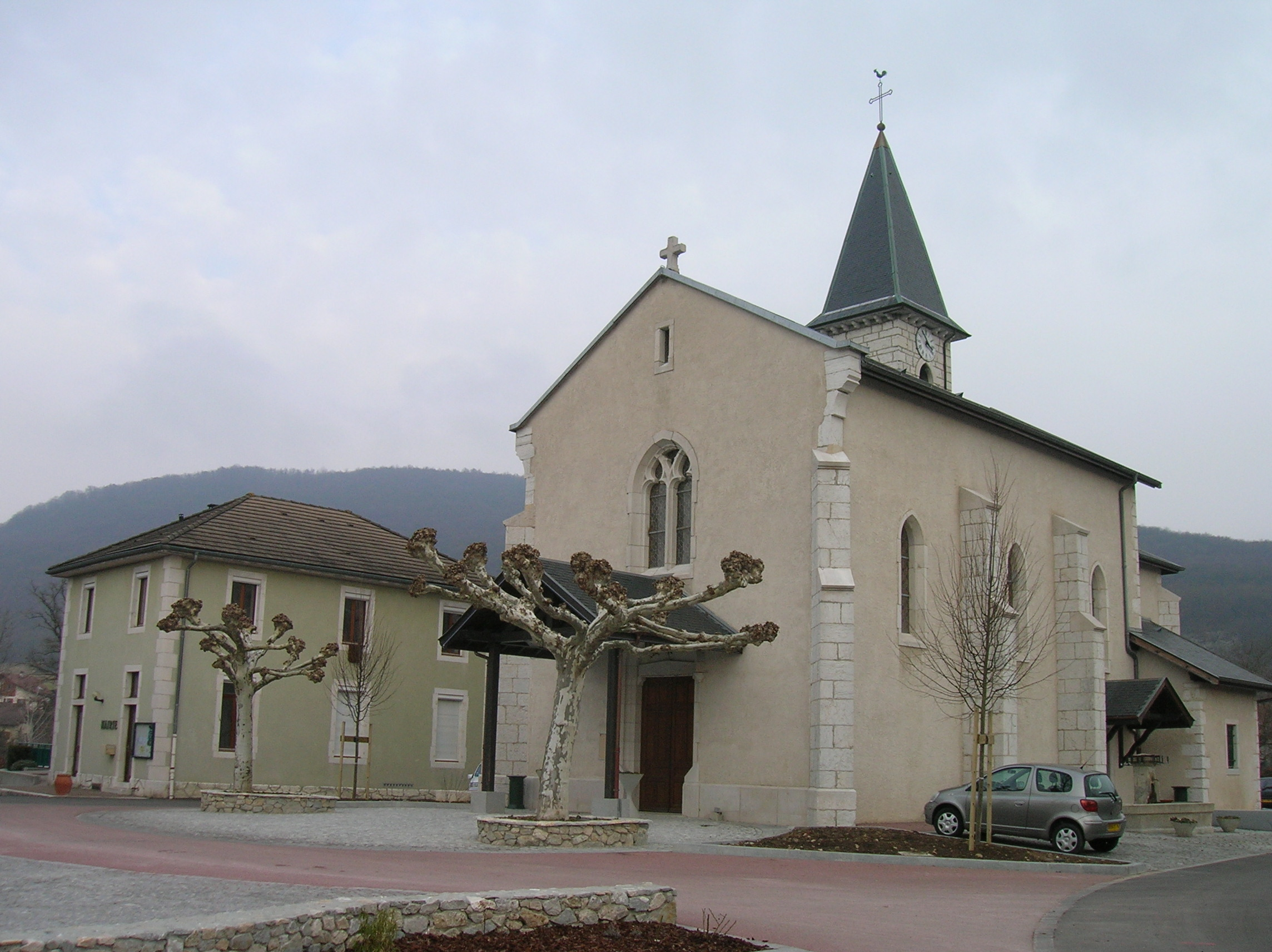
L'église de Musièges. La mairie et l'ancienne école étaient dans le bâtiment en arrière-plan.

L'église Saint-Hilaire a été construite en 1893, au-dessus d'une église postérieure au VIIe siècle et démolie en 1896.

### Personnalités liées à la commune
Les ancêtres du cardinal Gaspard Mermillod, évêque de Lausanne et de Genève étaient originaires de Musièges.

### Héraldique
| Blason de Musieges | Blason  | De sinople à la barre ondée d'argent accompagnée en chef d'une bisse contournée d'or et en pointe d'une grappe de raisin feuillée du même ; au franc-quartier senestre de gueules à la croix d'argent.[réf. souhaitée] |
| Blason de Musieges | Détails | Le statut officiel du blason reste à déterminer. |